# Relação estrutura-atividade
Em farmacologia, a Relação Estrutura-Atividade, estuda as alterações estruturais moleculares que podem ser realizadas para ampliar a utilidade dos fármacos.
Geralmente são determinadas realizando pequenas alterações na estrutura de um protótipo, seguidas de teste em que se observa os efeitos biológicos de tais modificações.

## Alterando o Número de Grupamentos Metila em uma Cadeia
Com o aumento deste grupamento podemos tornar um fármaco mais lipossolúvel, facilitando sua entrada nas barreiras membranosas celulares. Porém pode-se notar uma diminuição de atividade, devido o aumento do grupamento metileno e conseqüente redução da solubilidade dos análogos em água. Pode também ocorrer a formação de micelas.

## Alterando o Grau de Insaturação

Cortisol

Predinisona

A remoção de duplas valências aumenta a flexibilidade de uma molécula e a sua inclusão aumenta sua rigidez.
Os análogos introduzidos com insaturação podem exibir graus diferentes de potência, como por exemplo, o cortisol e a prednisona. Neste caso a prednisona é 30 vezes mais potente, devido a valência dupla.

## Introdução do Sistema de Anel
Desta forma pode-se mudar a conformação e aumentar o tamanho da molécula. Isto pode resultar em modificações na potência farmacológica.
O aumento de tamanho de cadeia pode ser útil para  preenchimento de fenda hidrofóbica em um sítio-alvo, o que pode favorecer a ligação do fármaco com o alvo.